# 姫路市立大塩小学校
姫路市立大塩小学校（ひめじしりつ おおしおしょうがっこう）は、兵庫県姫路市大塩町汐咲二丁目にある公立小学校。

## 沿革
- 1872年4月10日（明治5年3月3日） - 印南郡大塩村に東西2校を開設。更化小学校（東）を円龍寺に、成美小学校（西）を明泉寺に置く。
- 1873年（明治6年） - 更化小学校を顕成小学校と改称。
- 1874年（明治7年） - 顕成・成美の両校を統合し、大塩小学校と改称。
- 1884年（明治17年）6月28日 - 印南郡曽根村の曽根霊松小学校（現・高砂市立曽根小学校）が倉南小学校と改称し、これの分校となる。倉南小学校大塩分校と改称。
- 1885年（明治18年）4月7日 - 独立校に戻り、大塩小学校と改称。
- 1887年（明治20年）4月1日 - 教育令改正に伴い、大塩尋常小学校・大塩簡易小学校を設立。
- 1891年（明治24年） - 大塩簡易小学校を廃止。
- 1907年（明治40年） - 高等科を併置し、大塩尋常高等小学校と改称。
- 1914年（大正3年）10月 - 校舎改築のため、神戸専売局仮倉庫へ移転（翌年4月まで）。
- 1923年（大正12年）4月 - 大塩天満宮前から同神社南約100mへ移転・増築。
- 1926年（大正15年）4月1日 - 大塩村の町制実施により、大塩町立大塩尋常高等小学校と改称。
- 1941年（昭和16年）4月1日 - 国民学校令により、大塩国民学校と改称。
- 1947年（昭和22年）4月1日 - 学制改革により、大塩町立大塩小学校と改称。
- 1959年（昭和34年）5月1日 - 大塩町が姫路市へ編入されたのに伴い、姫路市立大塩小学校と改称。
- 1972年（昭和47年）3月3日 - 創設100周年記念式典を挙行。
- 1981年（昭和56年）4月1日 - 現在地へ新築移転。

## 通学区域
- 姫路市
  - 大塩町、大塩町汐咲1丁目～3丁目、大塩町宮前

卒業生は基本的に姫路市立大的中学校へ進学する。

## 周辺
- 大塩天満宮
- 大塩郵便局
- 姫路市立大的中学校
- 近大姫路大学
- 的形潮干狩場・的形海水浴場
- 国道250号（浜国道）

## アクセス
- 山陽電気鉄道本線 大塩駅から南西へ300m

## 通学区域が隣接している学校
- 姫路市立的形小学校
- 高砂市立北浜小学校
- 高砂市立曽根小学校
- 高砂市立伊保南小学校 （海を挟んで隣接。）

## 著名な卒業生
- 小原章裕（農学者、名城大学学長）